# Klinische pathologie
Een klinisch patholoog is een medisch specialist, die zich voornamelijk bezighoudt met het stellen van diagnosen door weefsel- en celonderzoek. Een diagnose  komt tot stand door een samenwerking tussen verschillende methoden: anamnese, lichamelijk onderzoek, bloedonderzoek, röntgenonderzoek. Bij sommige ziekten is weefselonderzoek noodzakelijk. Dit kunnen kleine stukjes weefsel zijn (histologie) of onderzoek van losse cellen (cytologie); de preparaten hiervan worden door de patholoog bekeken onder een microscoop. Aangezien een patholoog de bouw van normaal weefsel kent, kan hij afwijkingen, zoals kanker of een ontsteking, herkennen en benoemen. De diagnose kanker kan in de meeste gevallen alleen vastgesteld worden door microscopisch onderzoek door de patholoog. De patholoog is ook verantwoordelijk voor het doen van klinische obducties. 
Er zijn in Nederland ongeveer 350 klinisch pathologen werkzaam. De hoeveelheid weefsels dat jaarlijks bewerkt en bekeken wordt is enorm: ruim één miljoen histologische onderzoekingen en één miljoen cytologische onderzoekingen, waarvan 800.000 uitstrijkjes van de baarmoederhals. In Nederland wordt jaarlijks zo’n 100.000 keer de diagnose kanker gesteld. In vrijwel alle gevallen is daar een patholoog bij betrokken geweest.

## Histologie
Weefsel wordt eerst bewerkt voor het onder de microscoop bekeken kan worden. Histologisch analisten maken coupes: stukjes glas van 7,5 x 2,5 cm, met hierop een dun plakje weefsel, dat gekleurd is met de Hematoxyline-eosinekleuring (H&E). 
We onderscheiden het wegnemen van kleine weefselstukjes, alleen voor het stellen van een diagnose (biopten) en grotere operatiepreparaten.

## Biopten
Biopten worden genomen bij bijna alle vormen van kanker, zoals uit de long, borst, darm, baarmoeder, blaas, prostaat, huid. De patholoog kan door middel van microscopisch onderzoek vaststellen of het wel of geen kanker is en om welke soort kanker het gaat. Dat onderscheid is belangrijk, aangezien verschillende vormen van kanker anders behandeld worden.
Daarnaast zijn er veel andere ziekten waarbij biopten genomen worden om een diagnose te stellen. Enige voorbeelden:
- huidbiopten bij allerlei huidziekten zoals eczeem of psoriasis
- darmbiopten bij ontstekingen van de darm (colitis ulcerosa of de ziekte van Crohn)
- maagbiopten bij een ontsteking van de maag door een bacterie: Helicobacter pylori.
- Nierbiopten bij bijvoorbeeld eiwitverlies en verminderd functioneren van de nieren.

## Operatiepreparaten
Het meeste weefsel, dat bij een operatie verwijderd wordt, wordt nagekeken in een pathologielaboratorium. Veel grote operaties zijn voor de behandeling van kanker; er wordt dan bijvoorbeeld een deel van de darm verwijderd waarin een tumor aanwezig is. Verder zijn veel voorkomende grote operaties het weghalen van de prostaat, long, baarmoeder en borst.
Al deze operatiepreparaten worden door de patholoog op vergelijkbare manier bekeken: is het kanker, zoals vastgesteld met het biopt en van welk type? Hoe groot is de tumor en is er doorgroei? Is de tumor helemaal (radicaal) verwijderd? Zijn er uitzaaiingen in lymfklieren? De verdere behandeling voor de patiënt hangt voor een groot deel af van de bevindingen van de patholoog. Bijvoorbeeld, de vervolgtherapie bij borstkanker: radiotherapie, chemotherapie of hormonale therapie. De bevindingen van de patholoog worden digitaal vastgelegd in het pathologierapport. 
Andere operaties, niet voor kanker, zijn resecties van de darm voor colitis ulcerosa of de ziekte van Crohn, het verwijderen van de baarmoeder wegens bloedingen en de verwijdering van de blindedarm wegens een ontsteking. Ook deze preparaten worden door de patholoog bekeken en verslagen.
Excisiebiopten zitten qua grootte tussen biopten en grote resecties in. Dit betreft vooral huid: een afwijking wordt in zijn geheel door de chirurg verwijderd, verwerkt op het pathologielaboratorium en vervolgens stelt de patholoog de diagnose: goedaardig (bv. wratten, moedervlekken) of kwaadaardig (carcinomen van de huid of melanomen). Ook hier hangt de eventuele verdere therapie af van de bevindingen van de patholoog.

## Vriescoupes
Vriescoupes zijn een bijzondere vorm van diagnostiek: het gebeurt tijdens een operatie. De patiënt is onder narcose en om de operatie op de beste wijze voort te kunnen zetten heeft de chirurg een directe, voorlopige diagnose van de patholoog nodig. Een vriescoupe is een zeer snelle methode en wordt gebruikt om snel een diagnose te geven. Het weefsel wordt vanuit de operatiekamer met spoed naar het pathologie laboratorium gebracht. Daar wordt een monster uit weefsel wat onderzocht moet worden bevroren; het is dan hard en kan direct gesneden en gekleurd worden. Het is op deze manier mogelijk een coupe te maken in ongeveer 15 minuten. De patholoog bekijkt het preparaat en belt zijn bevindingen door aan de chirurg, die vervolgens verder kan. Het gaat veelal om grote operaties voor kanker, meestal met als vraagstelling of de tumor volledig verwijderd is (radicaliteit genoemd) of om te beoordelen of er uitzaaiingen te zien zijn in lymfeklieren.

## Cytologie
Cytologie is een techniek waarbij losse cellen beoordeeld worden onder de microscoop. Hierbij spelen cytologisch analisten een belangrijke rol: zij screenen de preparaten eerst, zodat de patholoog alleen de afwijkende preparaten te zien krijgt. Bij cytologie gaat het meestal om het diagnosticeren van kanker of voorstadia hiervan. De beoordeling is moeilijker, omdat je naar losse cellen kijkt zonder weefselverband; voordelen zijn echter dat het materiaal vaak makkelijker te verkrijgen is en sneller te bewerken. 
We onderscheiden:
1. Cervixcytologie: uitstrijkjes van de baarmoederhals, voor een groot deel een bevolkingsonderzoek. Het gaat hier om het vaststellen van voorstadia van kanker van de baarmoederhals, meestal veroorzaakt door Human Papilloma Virus (HPV). Deze voorstadia zijn goed te behandelen.
2. Algemene cytologie: onderzoek van cellen in vochten, b.v. urine, ascites (vocht in de buikholte), spoelingen van de luchtwegen, liquor (hersenvocht).
3. Punctiecytologie: celmateriaal wordt verkregen door een punctie met een fijne naald, bv. in een lymfklier om een uitzaaiing vast te stellen.

## Extra kleuringen en technieken
Weefsel wordt aangekleurd door middel van een chemische bewerking met verschillende kleurstoffen. De standaard kleuring is de hematoxyline-eosinekleuring (HE kleuring). Vaak is deze kleuring voldoende om een diagnose te stellen, maar er zijn een groot aantal nieuwe technieken die de patholoog kunnen helpen. Bij moeilijke gevallen verkrijgt de patholoog extra informatie door immunohistochemie en moleculair biologische technieken zoals de PCR-techniek gevolgd door sequencing.

## Obducties (onderzoek naar de oorzaak van overlijden)
Een van de taken van de klinisch patholoog is het verrichten van obducties, d.w.z. het na de dood van de patiënt openen van het lichaam om te organen te bekijken, hiervan weefsel te nemen voor het maken van coupes en zo vast te stellen wat de doodsoorzaak was en, vaak belangrijker, of de gestelde diagnosen voor de dood (en dus de behandeling) juist waren. Dit zijn meestal patiënten die in het ziekenhuis zijn overleden; soms gaat het na overlijden thuis via de huisarts. Obducties gebeuren alleen wanneer de familie toestemming geeft, of wanneer de overledene zelf bij leven toestemming gegeven heeft.

## Patholoog, forensische patholoog, patholoog-anatoom
Er wordt vaak gedacht dat pathologen alleen te maken hebben met obducties na een mogelijk misdrijf. Dit soort onderzoek wordt in Nederland alleen verricht door forensisch pathologen; klinisch pathologen gespecialiseerd in dit onderdeel van het forensisch onderzoek. Zij werken veelal bij het Nederlands Forensisch Instituut. Deze obducties (ook wel: secties) gebeuren altijd in opdracht van de officier van justitie.
De term patholoog-anatoom stamt uit de tijd dat de studie van de anatomie een belangrijk onderdeel van het werk uitmaakte. Deze term is nu verlaten: we spreken nu van klinisch patholoog als het gaat om de medisch specialist, of anatoom als het gaat om de academicus die de anatomie bestudeert. De term PA onderzoek wordt nog regelmatig gebruikt maar zou beter vervangen kunnen worden door pathologie-onderzoek.

## Superspecialisten
Tegenwoordig specialiseert elke patholoog zich in één of meer gebieden, bijvoorbeeld huidpathologie, maagdarmlever pathologie, neuropathologie, kinderpathologie of hematopathologie etc.

## Laboratoria
Alle academische ziekenhuizen hebben een pathologielaboratorium (ook voor wetenschappelijk onderzoek en het onderwijs van de pathologie aan studenten) en de grotere ziekenhuizen hebben een eigen pathologielaboratorium. Kleinere ziekenhuizen en huisartsen sturen hun materiaal op naar deze laboratoria.